# Kanaal Briegden-Neerharen
Het Kanaal Briegden-Neerharen is een kanaal in Belgisch-Limburg, ten noorden van Maastricht.
Het kanaal werd gegraven van 1930 tot 1934, samen met het Albertkanaal. Het moest het nieuwe Albertkanaal, ter hoogte van Briegden, verbinden met de Zuid-Willemsvaart bij Neerharen. Vandaar wordt ook de benaming Verbindingskanaal gebruikt. Het verbindingskanaal isoleerde de abdij van Hocht van Pietersheim, een gehucht van Lanaken waarmee het historisch verbonden was en doorsneed de verbinding die bestond uit een rechte dreef.
Indertijd vervulde het Kanaal Briegden-Neerharen een dubbele functie. Ten eerste fungeerde het als voedingskanaal: de Kempische kanalen waren niet langer afhankelijk van de watervoorziening uit Maastricht, maar werden voortaan aangevuld vanuit het Albertkanaal. De hoeveelheid water die België aan de Maas onttrok en in haar kanalennet stortte – wat meermaals conflicten met Nederland veroorzaakt had – werd zo een Belgische aangelegenheid.
Ten tweede sloot het kanaal de antitankgracht, die het Albertkanaal en de Zuid-Willemsvaart ook vormden, aaneen. Het Kanaal Briegden-Neerharen werd daarom uitgebouwd tot een verdedigingsgordel: de "Bunkerlinie Briegden-Neerharen". Er verrezen meerdere bunkers, waarvan er nog acht bestaan. Twee bunkers liggen in de sluiswanden en moesten de sluisdeuren beschermen; als de vijand deze wist op te blazen, dan stroomde het Albertkanaal immers leeg.

## Sluizen
Het hoogteverschil tussen Albertkanaal en Zuid-Willemsvaart bedraagt 20 m. Het wordt overwonnen door twee sluizen.
- Neerharen : enkelvoudige sluis van 55 m x 7,50 m - verval van 8,40 m
- Briegden : enkelvoudige sluis van 55 m x 7,50 m - verval van 8,79 m

## Galerij

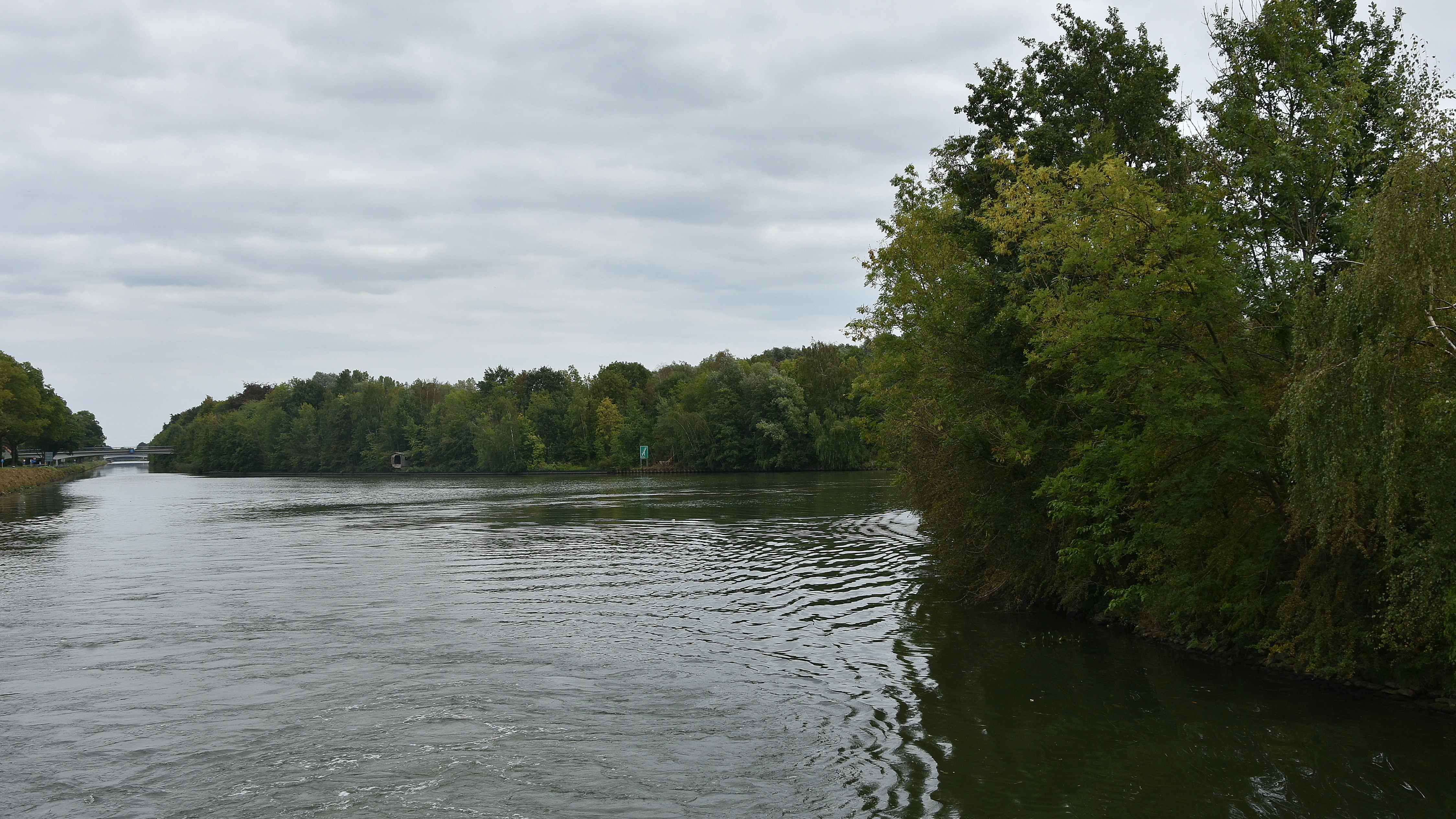
Foto vanaf het kanaal Briegden-Neerharen en op de achtergrond de Zuid-Willemsvaart
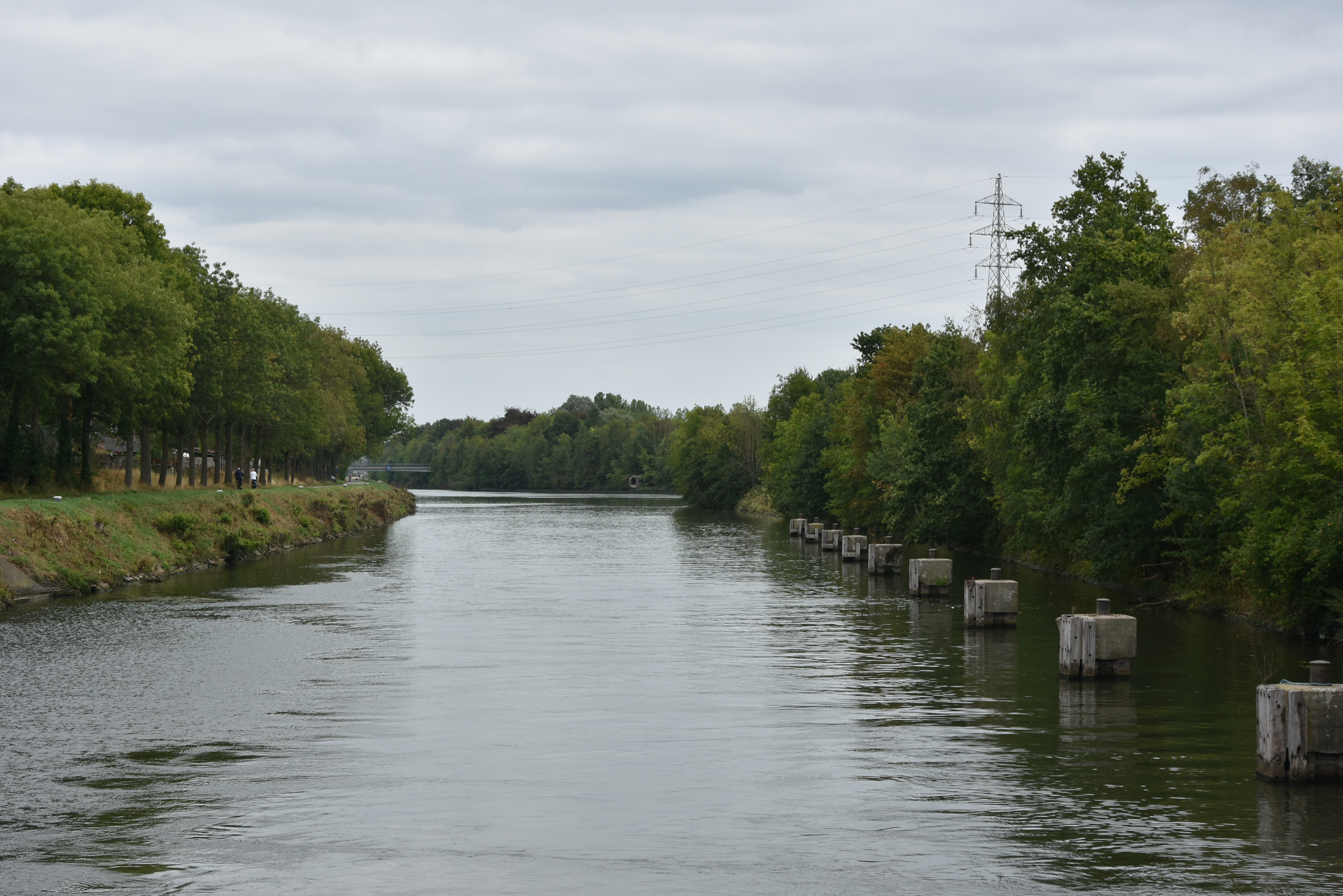
Het kanaal te Neerharen
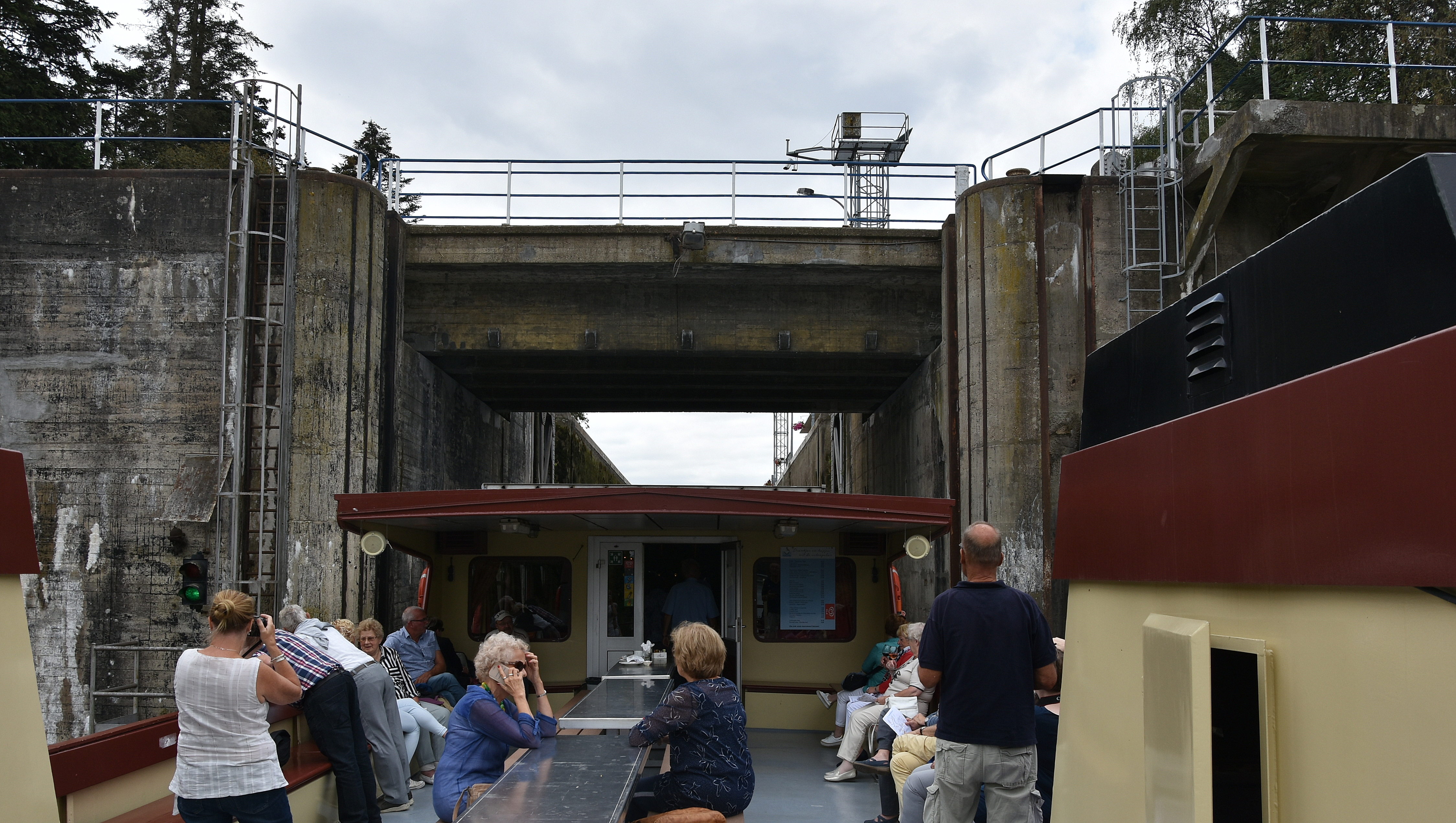
De sluis te Neerharen